# Im Angesicht der Hölle
Im Angesicht der Hölle (Originaltitel: Rock ’n’ Roll Nightmare) ist ein kanadischer Horror-Musikfilm aus dem Jahr 1987 von John Fasano. Jon Mikl Thor verfasste das Drehbuch, war für die Produktion zuständig, schrieb die Filmmusik und übernahm außerdem die Hauptrolle des John Triton.

## Handlung
Um neue Musik aufzunehmen, reist die Band von John Triton zu einem abgelegenen Bauernhaus in Ontario, Kanada. Sie wissen allerdings nicht, dass es von mörderischen Dämonen bewohnt wird. Mit auf der Reise sind die Lebensgefährtinnen der Bandmitglieder: Johns Freundin Randy, Rogers neue Frau Mary und Stigs Freundin Lou Anne. Obwohl sich ein paar aus der Gruppe über das Fehlen eines Fernsehers und anderer Ablenkungen echauffieren, beginnt die Band schnell, neue Songs aufzunehmen. Die Dämonen beginnen allerdings damit, die Seelen der Menschen zu befallen. Der Reihe nach übernehmen sie den Besitz der Seelen. Am Ende ist nur noch John übrig.
Frustriert über den mangelnden Erfolg, Johns Seele zu beanspruchen, erscheint Beelzebub persönlich vor John, der sich als kein anderer als der als Fürsprecher bekannte Erzengel herausstellt. Er enthüllt auch, dass keiner der anderen Leute im Haus existierte, da sie nur Schatten waren, die Beelzebub zum Erscheinen bringen sollten. Die beiden beginnen einen Kampf auf Leben und Tod, den der Intercessor gewinnt. Am Ende des Films wird ein Vorstadthaus eingeblendet, in einer scheinbar normalen Nachbarschaft. Aus dem Haus erklingt dieselbe Musik wie damals aus dem Bauernhof, ein Indiz, dass auch dieses Haus von Dämonen heimgesucht wird.

## Hintergrund
Der Cast ist mit Laiendarstellern besetzt. So sind Jillian Peri, David Lane und Denise Dicandia in ihren Rollen einmalig als Filmschauspieler zu sehen. Teresa Simpson debütierte in einer Nebenrolle 1984 im Horrorfilm Atomic Hero und war letztmals 1989 in Creating Rem Lezar als eine Lehrerin als Schauspielerin tätig. Adam Fried übernahm zusätzlich 1986 und 1987 Nebenrollen in Sex Appeal, Wimps, Knastakademie, New York’s Finest sowie Student Affairs und zog sich anschließend aus dem Filmschauspiel zurück. Liane Abel arbeitete in den 1990er Jahren in einer Castingagentur und arbeitete in der Assistenz von Filmproduktionen. Seit dem 20. Juni 1987 ist sie mit Frank Dietz verheiratet, der auch im Film ihren Mann Roger Eburt darstellte.
2005 wurde er mit Intercessor: Another Rock ’n’ Roll Nightmare fortgesetzt.

## Produktion
Die Arbeiten zum Film liefen unter dem Arbeitstitel The Edge Of Hell and The Arch Angel. Die Dreharbeiten fanden überwiegend in Toronto, aber auch in Markham in Ontario statt. Das geschätzte Filmbudget lag bei 52.000 bis 53.000 US-Dollar.

## Veröffentlichung
Im Angesicht der Hölle wurde in den USA von Shapiro Entertainment Corporation vertrieben. Er erschien dort im Juli 1987 im Videoverleih als VHS. Der Vertrieb als DVD wurde von Synapse films abgewickelt. In Deutschland erschien der Film nur mit FSK-18-Freigabe, später entschied die Bundeszentrale für Kinder- und Jugendmedienschutz, dass das im Film gezeigte Material dafür reicht, den Film zu indizieren. 2013 prüfte die BPjM den Film erneut und nahm ihn von der Liste. In Deutschland erschien der Film am 6. September 2018 im Videoverleih.

## Soundtrack

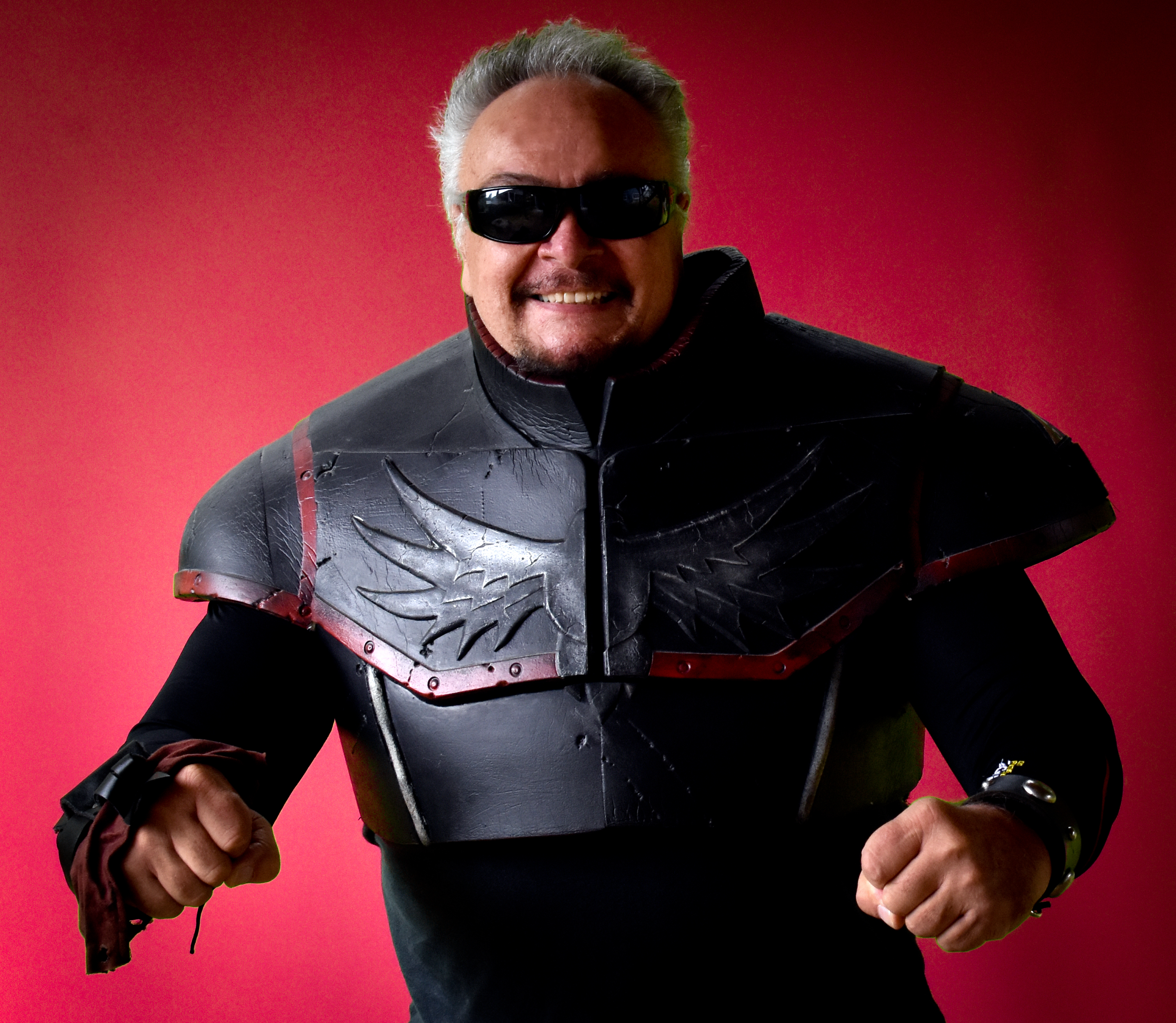
Jon Mikl Thor produzierte fast den kompletten Soundtrack des Films (Bild aus dem Jahr 2021)

Der Soundtrack zum Film erschien 2006 auf CD. Thom Jurek von AllMusic urteilte, „wenn Sie auf der Suche nach einem der unverschämt schlechtesten Exploitation-/Horrorfilm-Soundtracks sind, greifen Sie schnell zu diesem hier“.
| Titel                     | Liedtext                           | Produzent                     |
| ------------------------- | ---------------------------------- | ----------------------------- |
| "We Live to Rock"         | Jon Mikl Thor Steve Price          | Peppi Marchello               |
| "Energy"                  | Peppi Marchello                    | Peppi Marchello               |
| "Edge of Hell (Wildlife)" | Steven Scott                       | Jon Mikl Thor Robert Connolly |
| "Danger"                  | Steve Scott                        | Jon Mikl Thor Robert Connolly |
| "Live It Up"              | Rok Manonoff                       | Jon Mikl Thor Robert Connolly |
| "Steal Your Thunder"      | Steve Scott David Aplin            | Jon Mikl Thor Robert Connolly |
| "The Challenge"           | Steve Scott                        | Jon Mikl Thor Robert Connolly |
| "Heads Will Turn"         | Elliot Solomon                     | Jon Mikl Thor Robert Connolly |
| "Touch Me Feel Me"        | Frank Boehm Steve Scott John Tonin | Jon Mikl Thor Robert Connolly |
| "Maybe It’s Love"         | Thomas DiCandia                    | Shapiro Publishing            |

## Rezeption
„Gewalttätiger Horrorfilm, angereichert mit einem Übermaß lärmender Heavy-Metal-Songs.“

Der Film erhielt Jahre nach seiner Veröffentlichung positive Kritiken aufgrund seiner kampflustigen Natur, die nach Ansicht mehrerer Rezensenten unbeabsichtigte Unterhaltung biete. Not Coming to a Theater Near You schrieb, dass es „ein billiger, inkompetent gerenderter Film, aber kein trügerischer“ sei. Antagony & Ecstasy urteilt, dass der Film all das habe, „was man sich von übermütigem Trash nur wünschen kann: eine Menagerie von einheitlich zwielichtigen Schaummonstern mit einem besonders zwielichtigen Schaum-Beelzebub als Höhepunkt, ungeschickte Dialoge, bizarre flache Darbietungen, ein Ende, das keinen Sinn ergibt, fantastisch unangebrachten Ehrgeiz und eine Szene, in der eine Blondine mit zu viel Wimperntusche und riesigen Titten unter der Dusche herumparadiert.“
Im Audience Score auf Rotten Tomatoes hat der Film eine Wertung von schwachen 13 % bei unter 50 Stimmabgaben. In der Internet Movie Database hat der Film bei knapp 1.700 Stimmenabgaben eine Wertung von 4,0 von 10,0 möglichen Sternen.
Der Film wurde am 25. März 2022 von Tele 5 im Rahmen des Formats Die schlechtesten Filme aller Zeiten ausgestrahlt.